# Jimmy Akingbola
James Olatokunbo Akingbola (Londra, 7 aprile 1978) è un attore britannico.

## Biografia
Dopo avere iniziato la sua carriera a 18 anni come attore teatrale, nel 2001 esordisce in ambito cinematografico con il film Anansi.
È lo zio dell'attrice Fola Evans-Akingbola.

## Filmografia parziale

### Cinema
- Anansi, regia di Fritz Baumann (2001)
- Blood Cells, regia di Joseph Bull e Luke Seomore (2014)
- Spectral, regia di Nic Mathieu (2016)
- Full-Dress, regia di Carlos Puga (2019)

### Televisione
- The Crouches - serie TV, 9 episodi (2003-2005)
- Doctors - serie TV, 7 episodi (2003-2010)
- Holby City - serie TV, 120 episodi (2006-2016)
- Metropolitan Police - serie TV, 2 episodi (2006-2009)
- Holby Blue - serie TV, 20 episodi (2007-2008)
- New Tricks - Nuove tracce per vecchie volpi (New Tricks) - serie TV, episodio 6x07 (2009)
- Silk - serie TV, episodio 1x4 (2011)
- Arrow - serie TV, 16 episodi (2015-2016)
- NCIS - Unità anticrimine (NCIS) - serie TV, episodio 14x22 (2017)
- Kate & Koji - serie TV (2020-in corso)
- Bel-Air - serie TV (2022)

## Doppiatori italiani
Nelle versioni in italiano delle opere in cui ha recitato, Jimmy Akingbola è stato doppiato da:
- Riccardo Scarafoni in Arrow
- Stefano Alessandroni in NCIS - Unità anticrimine
- Daniele Raffaeli in Bel-Air